# Pilisszentiván
Pilisszentiván är en ort i Ungern.   Den ligger i provinsen Pest, i den nordvästra delen av landet, 16 km nordväst om huvudstaden Budapest. Pilisszentiván ligger 209 meter över havet och antalet invånare är 4 218.
Terrängen runt Pilisszentiván är lite kuperad. Runt Pilisszentiván är det mycket tätbefolkat, med 1 266 invånare per kvadratkilometer. Närmaste större samhälle är Budapest, 16,3 km sydost om Pilisszentiván. Runt Pilisszentiván är det i huvudsak tätbebyggt.